# 985
| Calendário gregoriano                                                        | 985 CMLXXXV                                          |
| Ab urbe condita                                                              | 1738                                                 |
| Calendário arménio                                                           | 434 – 435                                            |
| Calendário bahá'í                                                            | -859 – -858                                          |
| Calendário budista                                                           | 1529                                                 |
| Calendário chinês                                                            | 3681 – 3682 Início a 25 de janeiro (aproximadamente) |
| Calendário copta                                                             | 701 – 702                                            |
| Calendário etíope                                                            | 977 – 978                                            |
| Calendários hindus - Vikram Samvat - Calendário nacional indiano - Cáli Iuga | 1040 – 1041 906 – 907 4085 – 4086                    |
| Calendário Holoceno                                                          | 10985                                                |
| Calendário islâmico                                                          | 374 – 375                                            |
| Calendário judaico                                                           | 4745 – 4746                                          |
| Calendário persa                                                             | 363 – 364                                            |
| Calendário rúnico                                                            | 1235                                                 |
| Calendário solar tailandês                                                   | 1528                                                 |

985 (CMLXXXV, na numeração romana) foi um ano comum do século X do Calendário Juliano, da Era de Cristo, teve início a uma quinta-feira e terminou também a uma quinta-feira e a sua letra dominical foi D (53 semanas). No território que viria a ser o reino de Portugal estava em vigor a Era de César que já contava 1023 anos.
| Ano completo                        |
| ----------------------------------- |
| Ano comum com início à quinta-feira |

## Eventos
- Os viquingues noruegueses estabelecem-se na Groenlândia.
- Tomada de Braga e posterior razia por parte das hostes de Almançor.

## Nascimentos
- Aláqueme Biamir Alá - sexto califa fatímida.
- Bonifácio de Canossa, duque de Espoleto m. 1052.
- D. Echega Guiçoi Rico-homem do Condado Portucalense.

## Mortes
- 7 de Maio- D. Heronio, Arcebispo de Braga